# 平公 (杞)
平公（へいこう、生年不詳 - 紀元前518年）は、春秋時代の杞の君主。姓は姒、名は鬱。桓公の子。紀元前536年、兄の文公が死去すると、後を嗣いで杞伯となった。紀元前535年、晋の仲介で魯から成の返還を受けた。紀元前532年、晋の平公の葬儀に大夫を派遣した。紀元前531年秋、厥憖の会に大夫を派遣し、蔡の救援を議論させた。紀元前529年秋、晋・斉・魯・宋・衛・鄭・曹などの諸侯とともに平丘で会合した。紀元前518年、死去した。在位18年。